# Bévillers
Bévillers est une commune française située dans le département du Nord, en région Hauts-de-France.

## Géographie

### Description
Bévillers se situe entre Beauvois-en-Cambrésis et Carnières.

### Communes limitrophes
| Boussières-en-Cambrésis | Boussières-en-Cambrésis | Saint-Hilaire-lez-Cambrai |
| Boussières-en-Cambrésis | Bévillers               | Quiévy                    |
| Beauvois-en-Cambrésis   | Beauvois-en-Cambrésis   | Béthencourt               |

### Hydrographie
La commune est située dans le bassin Artois-Picardie. Elle n'est drainée par aucun cours d'eau,.

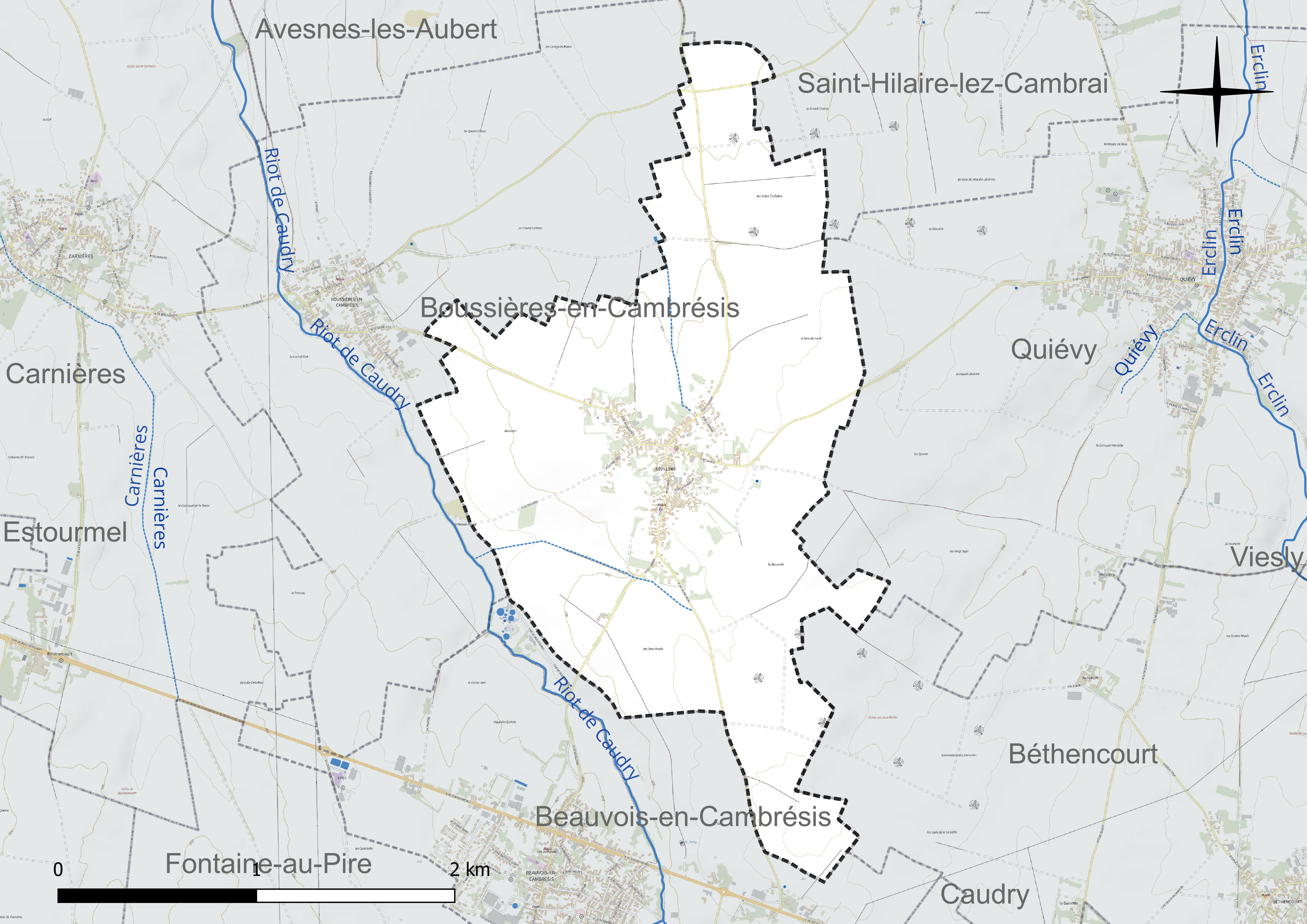
Réseau hydrographique de Bévillers.

### Climat
Pour des articles plus généraux, voir Climat des Hauts-de-France et Climat du Nord.
En 2010, le climat de la commune est de type climat océanique dégradé des plaines du Centre et du Nord, selon une étude du CNRS s'appuyant sur une série de données couvrant la période 1971-2000. En 2020, Météo-France publie une typologie des climats de la France métropolitaine dans laquelle la commune est dans une zone de transition entre le climat océanique et le climat océanique altéré et est dans la région climatique Nord-est du bassin Parisien, caractérisée par un ensoleillement médiocre, une pluviométrie moyenne régulièrement répartie au cours de l'année et un hiver froid (3 °C).
Pour la période 1971-2000, la température annuelle moyenne est de 10 °C, avec une amplitude thermique annuelle de 14,9 °C. Le cumul annuel moyen de précipitations est de 759 mm, avec 11,6 jours de précipitations en janvier et 9,3 jours en juillet. Pour la période 1991-2020, la température moyenne annuelle observée sur la station météorologique la plus proche, située sur la commune de Valenciennes à 24 km à vol d'oiseau, est de 11,0 °C et le cumul annuel moyen de précipitations est de 694,1 mm,. Pour l'avenir, les paramètres climatiques de la commune estimés pour 2050 selon différents scénarios d'émission de gaz à effet de serre sont consultables sur un site dédié publié par Météo-France en novembre 2022.

## Urbanisme

### Typologie
Au 1er janvier 2024, Bévillers est catégorisée commune rurale à habitat dispersé, selon la nouvelle grille communale de densité à sept niveaux définie par l'Insee en 2022.
Elle est située hors unité urbaine. Par ailleurs la commune fait partie de l'aire d'attraction de Caudry, dont elle est une commune de la couronne,. Cette aire, qui regroupe 17 communes, est catégorisée dans les aires de moins de 50 000 habitants,.

### Occupation des sols
L'occupation des sols de la commune, telle qu'elle ressort de la base de données européenne d'occupation biophysique des sols Corine Land Cover (CLC), est marquée par l'importance des territoires agricoles (93,2 % en 2018), en diminution par rapport à 1990 (94,1 %). La répartition détaillée en 2018 est la suivante : 
terres arables (93,2 %), zones urbanisées (6,8 %). L'évolution de l'occupation des sols de la commune et de ses infrastructures peut être observée sur les différentes représentations cartographiques du territoire : la carte de Cassini (XVIIIe siècle), la carte d'état-major (1820-1866) et les cartes ou photos aériennes de l'IGN pour la période actuelle (1950 à aujourd'hui).

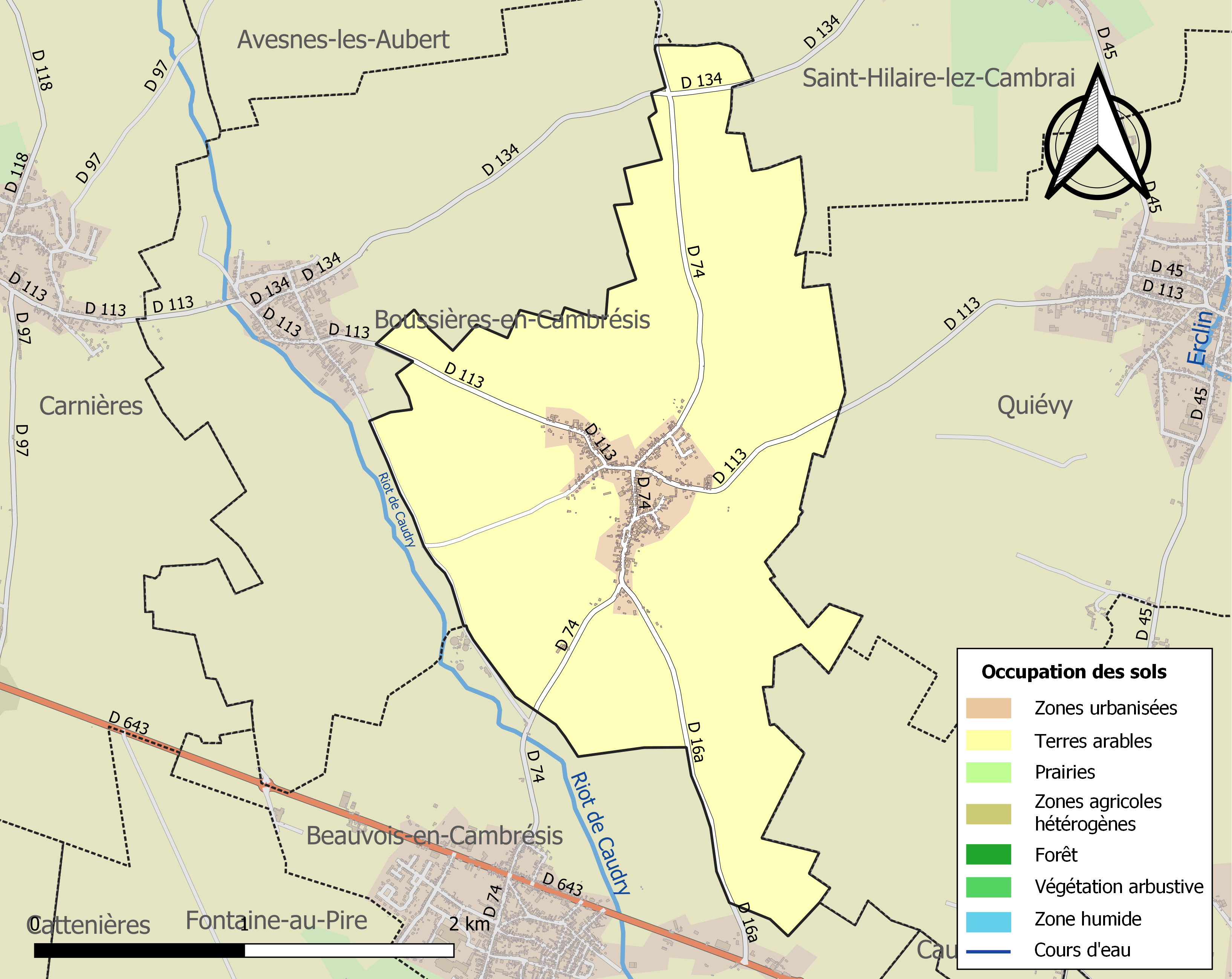
Carte des infrastructures et de l'occupation des sols de la commune en 2018 (CLC).

### Habitat et logement
En 2019, le nombre total de logements dans la commune était de 257, alors qu'il était de 243 en 2014 et de 245 en 2009.
Parmi ces logements, 87,7 % étaient des résidences principales, 0 % des résidences secondaires et 12,3 % des logements vacants. Ces logements étaient pour 98,8 % d'entre eux des maisons individuelles et pour 0,8 % des appartements.
Le tableau ci-dessous présente la typologie des logements à Bévillers en 2019 en comparaison avec celle du Nord et de la France entière. Une caractéristique marquante du parc de logements est ainsi une proportion de résidences secondaires et logements occasionnels (0 %) inférieure à celle du département (1,6 %) mais supérieure à celle de la France entière (9,7 %). Concernant le statut d'occupation de ces logements, 79,2 % des habitants de la commune sont propriétaires de leur logement (79,1 % en 2014), contre 54,7 % pour le Nord et 57,5 pour la France entière.
| Typologie                                               | Bévillers | Nord | France entière |
| ------------------------------------------------------- | --------- | ---- | -------------- |
| Résidences principales (en %)                           | 87,7      | 90,6 | 82,1           |
| Résidences secondaires et logements occasionnels (en %) | 0         | 1,6  | 9,7            |
| Logements vacants (en %)                                | 12,3      | 7,8  | 8,2            |

## Toponymie
Le village est mentionné aux XIIe et XIIIe siècles sous les noms Bevillariœ, Beviler, Beutvillari, Bieviler, Bivillare, Beuvillare ou Bevilers. Boniface fait dériver le nom du drochi biew, bé (beau, bien) et interprète le nom comme « la belle métairie » en raison du fait que le village se trouve « sur une hauteur d'où l'on jouit d'une fort belle vue ».

## Politique et administration

### Rattachements administratifs et électoraux

#### Rattachements administratifs
La commune se trouve dans l'arrondissement de Cambrai du département du Nord.
Elle faisait partie depuis 1801 du canton de Carnières. Dans le cadre du redécoupage cantonal de 2014 en France, cette circonscription administrative territoriale a disparu, et le canton n'est plus qu'une circonscription électorale.

#### Rattachements électoraux
Pour les élections départementales, la commune fait partie depuis 2014 du canton de Caudry
Pour l'élection des députés, elle fait partie de la douzième circonscription du Nord.

### Intercommunalité
Bévillers était membre de la communauté de communes du Caudrésis, un établissement public de coopération intercommunale (EPCI) à fiscalité propre créé en 1993 et auquel la commune avait transféré un certain nombre de ses compétences, dans les conditions déterminées par le code général des collectivités territoriales.
Cette intercommunalité a fusionné en 2010 et 2012 avec ses voisines pour former, la communauté de communes du Caudrésis – Catésis, qui a pris en 2019 le statut de communauté d'agglomération sous le nom de  communauté d'agglomération du Caudrésis - Catésis et dont est désormais membre la commune.

### Liste des maires
| Période                                  | Période                         | Identité                                | Étiquette | Qualité                                     |
| ---------------------------------------- | ------------------------------- | --------------------------------------- | --------- | ------------------------------------------- |
| Les données manquantes sont à compléter. |                                 |                                         |           |                                             |
| avant 1802-1803                          |                                 | François Lemaire                        |           |                                             |
|                                          | 1808                            | M. Dupont                               |           |                                             |
| Les données manquantes sont à compléter. |                                 |                                         |           |                                             |
| mars 2001                                | mars 2008                       | Robert Lemaire                          | PCF       |                                             |
| mars 2008                                | mars 2014,                      | Michel Leduc                            | SE        | commercial retraité                         |
| avril 2014                               | En cours (au 13 septembre 2022) | Pierre-Henri Dudant (né le 7 juin 1970) |           | Agriculteur Réélu pour le mandat 2020-2026, |

## Équipements et services publics

### Enseignement
Bévillers relève  de l'académie de Lille.

## Population et société

### Démographie

#### Évolution démographique
L'évolution du nombre d'habitants est connue à travers les recensements de la population effectués dans la commune depuis 1793. Pour les communes de moins de 10 000 habitants, une enquête de recensement portant sur toute la population est réalisée tous les cinq ans, les populations de référence des années intermédiaires étant quant à elles estimées par interpolation ou extrapolation. Pour la commune, le premier recensement exhaustif entrant dans le cadre du nouveau dispositif a été réalisé en 2006.

En 2022, la commune comptait 537 habitants, en évolution de −3,42 % par rapport à 2016 (Nord : +0,51 %, France hors Mayotte : +2,11 %).
| 1793 | 1800 | 1806 | 1821 | 1831  | 1836  | 1841  | 1846  | 1851  |
| ---- | ---- | ---- | ---- | ----- | ----- | ----- | ----- | ----- |
| 720  | 754  | 820  | 933  | 1 032 | 1 005 | 1 031 | 1 087 | 1 073 |

| 1856  | 1861  | 1866  | 1872  | 1876  | 1881  | 1886  | 1891  | 1896  |
| ----- | ----- | ----- | ----- | ----- | ----- | ----- | ----- | ----- |
| 1 115 | 1 161 | 1 170 | 1 190 | 1 163 | 1 119 | 1 167 | 1 236 | 1 223 |

| 1901  | 1906  | 1911  | 1921  | 1926  | 1931  | 1936 | 1946 | 1954 |
| ----- | ----- | ----- | ----- | ----- | ----- | ---- | ---- | ---- |
| 1 218 | 1 234 | 1 238 | 1 065 | 1 077 | 1 031 | 951  | 850  | 758  |

| 1962 | 1968 | 1975 | 1982 | 1990 | 1999 | 2006 | 2011 | 2016 |
| ---- | ---- | ---- | ---- | ---- | ---- | ---- | ---- | ---- |
| 609  | 586  | 534  | 525  | 584  | 565  | 574  | 545  | 556  |

| 2021 | 2022 | - | - | - | - | - | - | - |
| ---- | ---- | - | - | - | - | - | - | - |
| 549  | 537  | - | - | - | - | - | - | - |

#### Pyramide des âges
La population de la commune est relativement jeune.
En 2018, le taux de personnes d'un âge inférieur à 30 ans s'élève à 36,8 %, soit en dessous de la moyenne départementale (39,5 %). À l'inverse, le taux de personnes d'âge supérieur à 60 ans est de 19,1 % la même année, alors qu'il est de 22,5 % au niveau départemental.
En 2018, la commune comptait 277 hommes pour 289 femmes, soit un taux de 51,06 % de femmes, légèrement inférieur au taux départemental (51,77 %).
Les pyramides des âges de la commune et du département s'établissent comme suit.
| Hommes | Classe d’âge | Femmes |
| ------ | ------------ | ------ |
| 0,0    | 90 ou +      | 0,7    |
| 5,1    | 75-89 ans    | 7,7    |
| 11,0   | 60-74 ans    | 13,6   |
| 26,4   | 45-59 ans    | 21,1   |
| 21,7   | 30-44 ans    | 19,1   |
| 13,3   | 15-29 ans    | 19,1   |
| 22,6   | 0-14 ans     | 18,8   |

| Hommes | Classe d’âge | Femmes |
| ------ | ------------ | ------ |
| 0,5    | 90 ou +      | 1,4    |
| 5,3    | 75-89 ans    | 8,1    |
| 14,8   | 60-74 ans    | 16,2   |
| 19,1   | 45-59 ans    | 18,4   |
| 19,5   | 30-44 ans    | 18,7   |
| 20,7   | 15-29 ans    | 19,1   |
| 20,2   | 0-14 ans     | 18     |

### Cultes
L'église Saint-Thomas-de-Cantorbéry dépend de la paroisse catholique Saint-Joseph-en-Cambrésis de l'archidiocèse de Cambrai.

## Culture et patrimoine

### Lieux et monuments
- L'église Saint-Thomas-de-Cantorbéry est construite en 1897 à l'emplacement de l'ancienne église[28].
Le clocher, de type moderne, a remplacé l'ancien dans les années 1990. Sur l'ancien clocher, une ancienne fissure apparaissait et menaçait de s'effondrer. À cette époque, un autre clocher, identique à celui de Bévillers avait été remplacé : celui de Fontaine-au-Pire.
- La chapelle du cimetière
- Le monument aux morts est l'œuvre du sculpteur Eugène Bénet.
- Le Calvaire, situé rue du Calvaire, où la statue de la Vierge Marie est exposée.

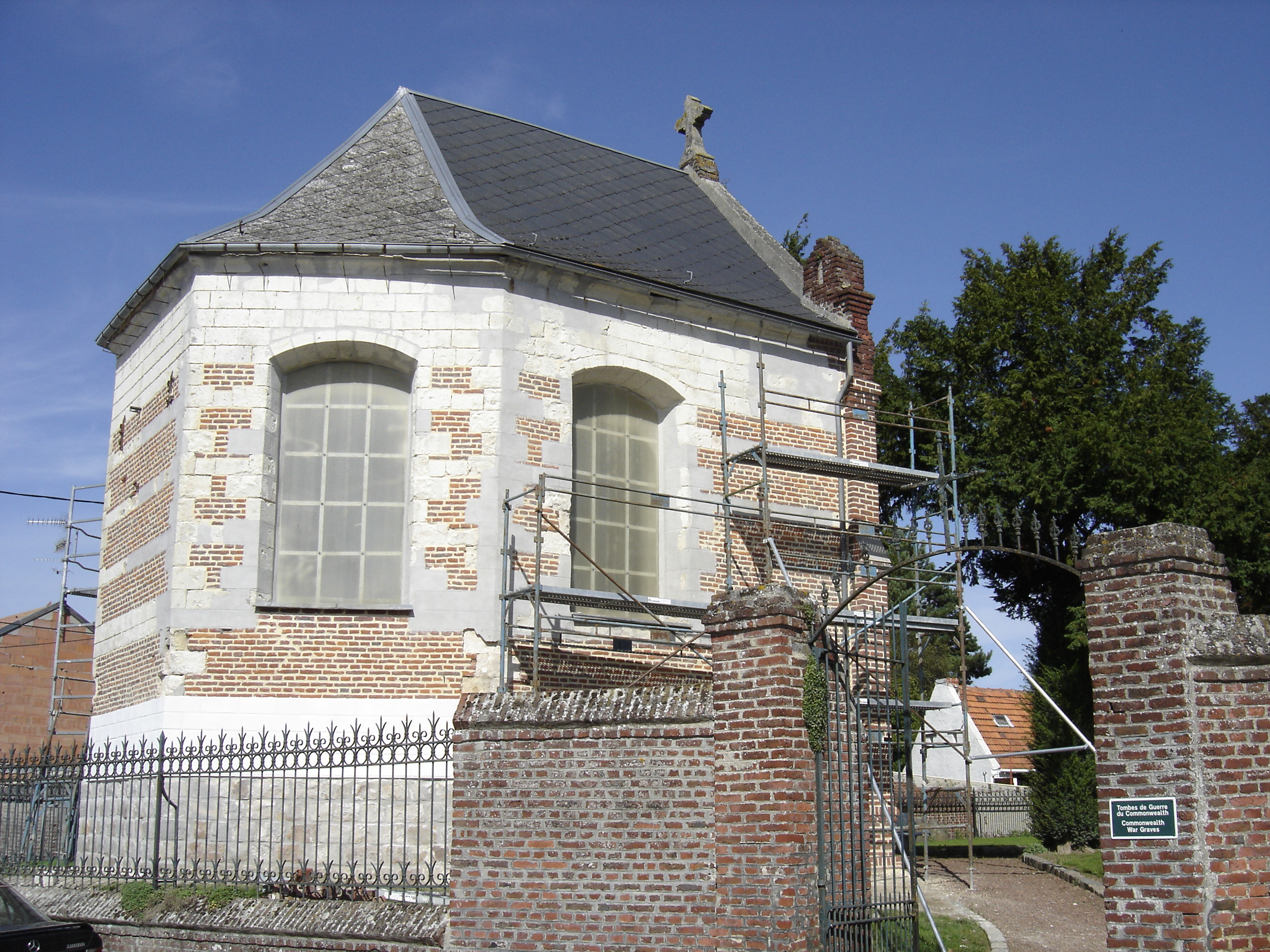
Chapelle du cimetière.
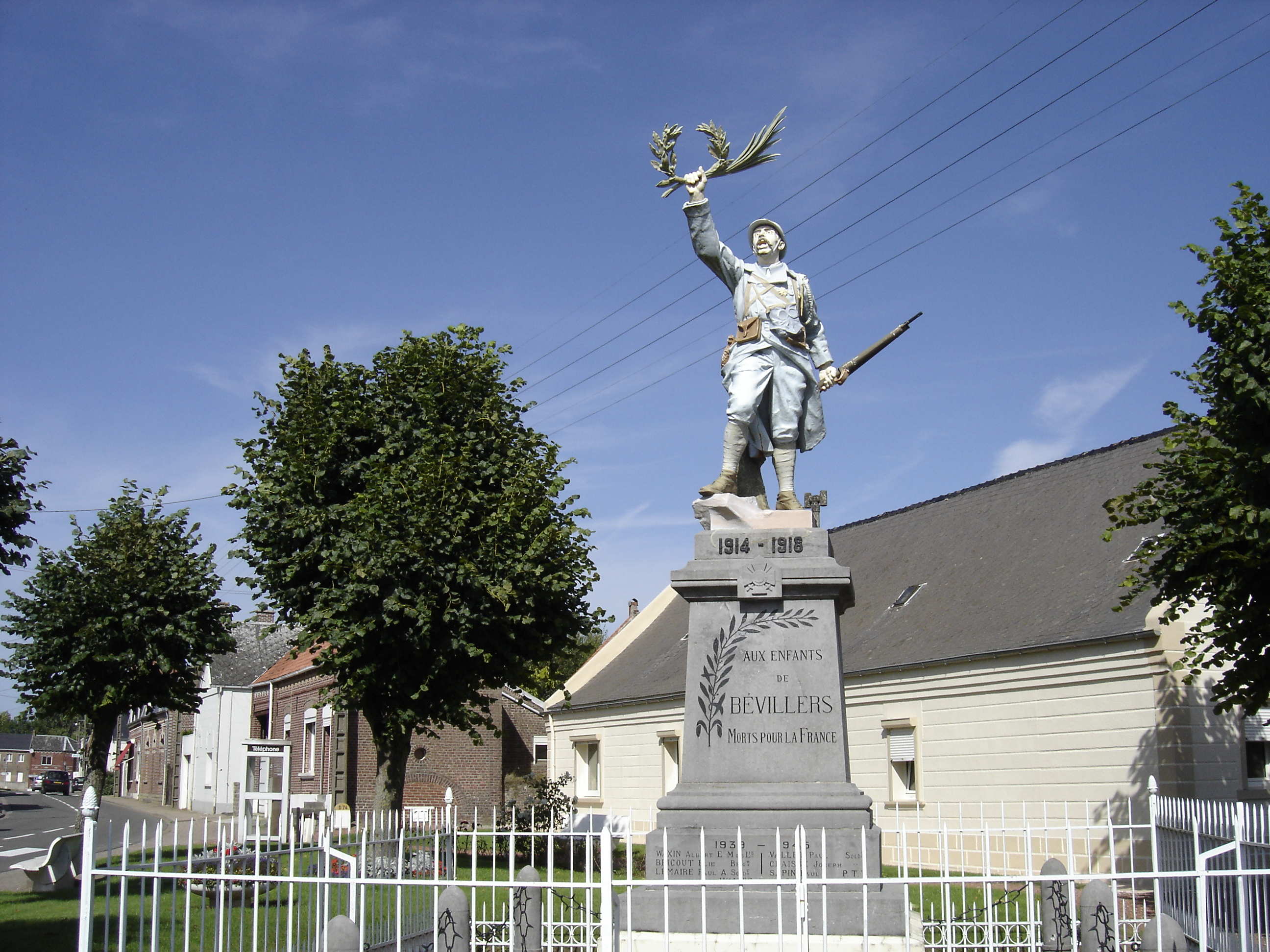
Monument aux morts.

### Héraldique
| Blason de Bévillers | Blason  | D'azur à un dragon d'or, lampassé de gueules, s'essorant en fasce. |
| Blason de Bévillers | Détails | Le statut officiel du blason reste à déterminer.                   |

## Pour approfondir